# Jezierzyce Kościelne
Jezierzyce Kościelne (prononciation : [jɛʑɛˈʐɨt͡sɛ kɔɕˈt͡ɕɛlnɛ]) est un village polonais de la gmina de Włoszakowice dans le powiat de Leszno de la voïvodie de Grande-Pologne dans le centre-ouest de la Pologne.
Il se situe à environ 6 kilomètres au sud-est de Włoszakowice (siège de la gmina), à 12 kilomètres à l'ouest de Leszno (siège du powiat) et à 67 kilomètres au sud-ouest de Poznań (capitale régionale).
Le village possédait une population de 507 habitants en 2009.

## Histoire
De 1975 à 1998, le village faisait partie du territoire de la voïvodie de Leszno.

Depuis 1999, Jezierzyce Kościelne est situé dans la voïvodie de Grande-Pologne.